# Jan Karel Balzer
Jan Karel Balzer, též Baltzer, Paltzer, Johann Karl (* křest 12. srpna 1769, Lysá nad Labem – 14. května 1805, Praha) byl mědirytec, kreslíř a grafik, syn Jana Jiřího Balzera.

## Život
Vyučil se v dílně svého otce Jana Jiřího Balzera a vystudoval vídeňskou Akademii výtvarných umění (prof. Jakub Schmutzer, F. E. Weinrotter). Od roku 1787 studoval na královské akademii V Drážďanech u profesorů C. G. Schulze a Johanna Christiana Klengela a absolvoval studijní cestu do Londýna a Benátek. Po návratu do Prahy pracoval v rodinné dílně a vydavatelství, které od roku 1795 spoluvlastnil se svým mladším bratrem Antonínem.

## Dílo
Jan Karel Balzer byl vynikajícím rytcem a zručným kreslířem. Zejména jeho portréty jsou charakteristické jemnou kresbou (portréty Egona knížete Fürstenberga (1787), F. E. Weinrottera (1791), kresba podle G. Piazetty s námětem „Světec čtoucí knihu“ (1785, Strahovská knihovna). Je znám rovněž jako autor leptů krojových typů, většinou ruských. Roku 1798 ilustroval v pražské hebrejské tiskárně Barbory Elsenwangerové knihu Chok le-Jisrael (Zákon Izraele).